# 邱吉爾計劃

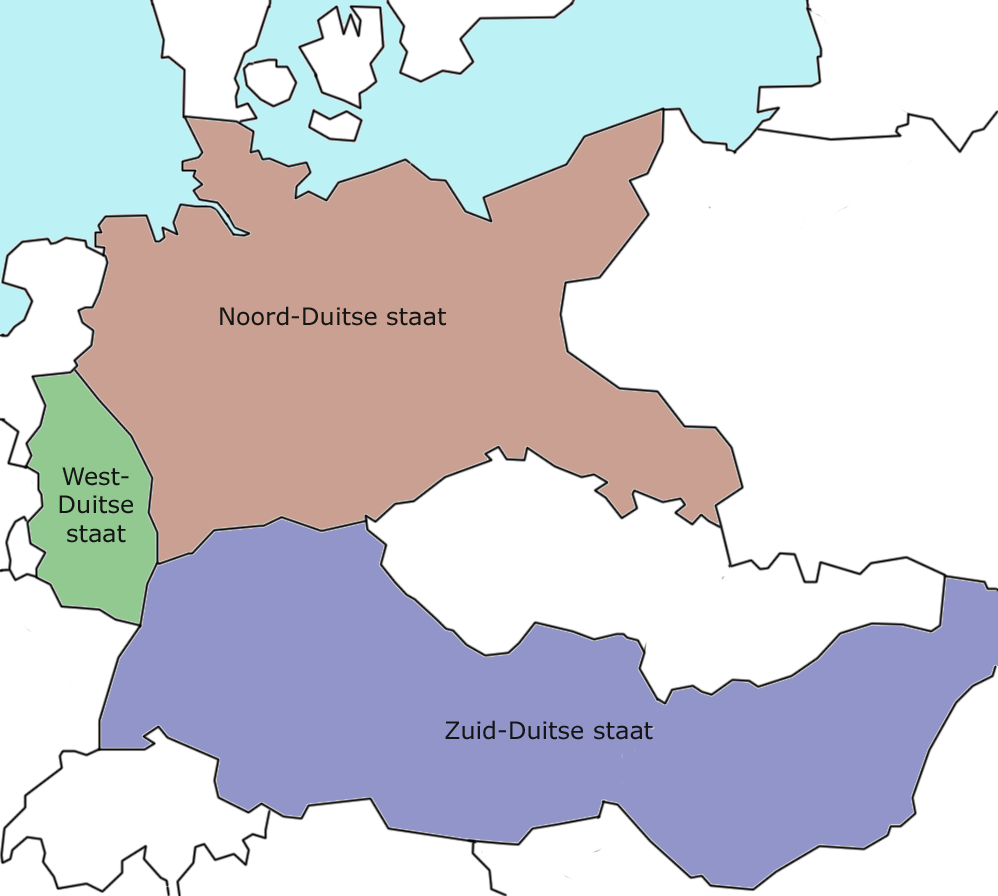
邱吉爾計劃地圖

邱吉爾計劃（Churchill Plan）是第二次世界大戰之後同盟國佔領納粹德國的計劃之一，由溫斯頓·邱吉爾（Winstion Churchill）提出。根據該計劃，東普魯士將由波蘭和蘇聯兩國瓜分。德國南部的巴伐利亞、巴登-符登堡邦將和奧地利、匈牙利共同組成南德國；萊茵河以西的主要工業區則被劃為西德國；其他地區則是北德國。